# Edward Christian
Pour les articles homonymes, voir Christian.
Edward Christian (v. 1600, Ballakilley – janvier 1661, Peel) était capitaine de vaisseau et gouverneur de l'île de Man. Deuxième fils du révérend John Christian, qui desservait la paroisse de Maughold de 1580 à 1625, il était cousin de William Christian, dit Illiam Dhone, un patriote mannois, mort en 1663. 
Bénéficiant d'une forte sympathie de la part du seigneur de l'île, il fut le premier Mannois à accéder au poste de lieutenant-gouverneur. Mais une succession d'affaires érodèrent la confiance que lui portait le comte de Derby, jusqu'à ce que Christian fût impliqué dans une tentative de soulèvement qui lui valut la destitution et la prison.

## Biographie

### Carrière militaire
La carrière d'Edward Christian débute sur les mers où il exerce le métier de « marchand aventurier ». Devenu propriétaire et capitaine d'un vaisseau, il fait fortune sous les auspices de la East Indy Co.
Quelques années plus tard, il entre au service du duc de Buckingham qui lui permet d'être nommé sur le « Bonaventure », une frégate à 37 canons. Il rentre alors sur l'île de Man, à l'âge de 27 ans (1627).

### Premier gouverneur de Man de nationalité mannoise

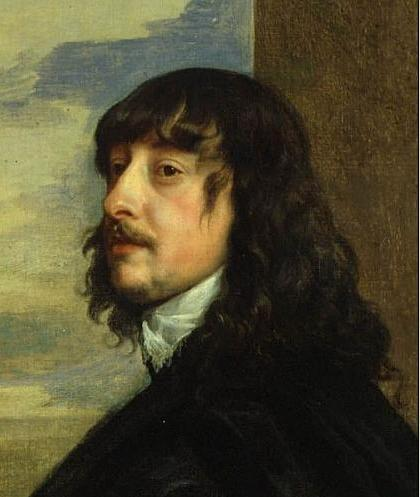
James Stanley, 7e comte de Derby.

En raison de l'amitié que lui voue le seigneur de l'île, James Stanley, comte de Derby, il est nommé gouverneur de l'île de Man en 1627 et conservera ce poste jusqu'à 1639. Il est le premier Mannois à être nommé gouverneur de l'île, honneur jusqu'alors réservé aux Anglais. Il le sera à nouveau entre 1641 et 1642. 
Christian jouit auprès du comte de Derby d'une excellente réputation, en raison de ses états de service. Dans une lettre, James Stanley, le seigneur de Man, présente Edward Christian comme un homme d'« excellente compagnie, aussi rude qu'un capitaine de vaisseau, mais civilisé par l'année qu'il a passé à la Cour, au service du duc de Buckingham ».
En 1628, il est nommé capitaine dans la Royal Navy, où il confirme la qualité de ses états de service. Stanley continue de le considérer comme un extraordinaire faire-valoir qui attirera la gloire à son seigneur.
La position du capitaine Christian suscite immanquablement des jalousies. De nombreux hommes sous ses ordres se plaignent de son comportement, tandis que d'autres hauts-gradés jurent sa perte. En 1633, il est accusé de trafic avec des pirates. L'auteur de cette accusation, Thomas James, est aussi un gradé dans la Royal Navy. Malgré les dénégations de Christian, l'affaire est reprise par le gouverneur général d'Irlande, sir Thomas Wentworth (1593-1641), selon qui des accords entre un gouverneur mannois et des pirates ne peuvent que porter du tort au roi d'Angleterre. Christian est accusé de complaisance envers ces pirates quand il devrait les combattre farouchement.
Dès le mois de janvier suivant (1634), Christian est à nouveau accusé. Dans un rapport, les commissaires de l'Amirauté se plaignent de ce que Christian n'assiste pas aux réunions de la Chambre du Conseil à Whitehall depuis presque une année. James Stanley, le comte de Derby, a vent de ces accusations et charge un messager, John Casen, d'en apprendre la raison. Celui-ci va rendre visite à Christian, qu'il trouve alité tout au long de la journée. Il en retire des conclusions qui parlent d'elles-mêmes : « Christian est si faible et si aliéné de raison par sa longue maladie qu'il n'est plus capable en aucune façon de voyager à cheval, hormis au péril de sa vie... »
Au mois d'avril, Christian est toujours malade. Il semble toutefois qu'il finisse par céder et rencontrer l'Amirauté dans les mois qui suivirent. Le comte de Derby lui conserve toutefois sa confiance, puisque Christian restera gouverneur de l'île de Man encore plusieurs années. Ce poste lui accorde la deuxième place sur l'île, après le comte.
En 1641, alors qu'éclate la guerre civile en Angleterre, il reçoit à nouveau la charge de lieutenant-gouverneur de l'île de Man, associée au grade de sergent-major.

### La rébellion de Christian
Le 24 juin 1642, une foule armée se rend au Tynwald, le Parlement de l'île de Man, et affirme qu'elle refuse désormais de payer le décime pour l'Angleterre. Cette révolte est favorisée par la situation critique de l'autre côté de la mer d'Irlande. En mai 1643, une révolte éclate à Douglas, déclenchée par l'arrestation d'un homme qui refusait le paiement du décime. Derrière ces deux événements se trouve un seul et même homme : Edward Christian.

### Arrestation et procès

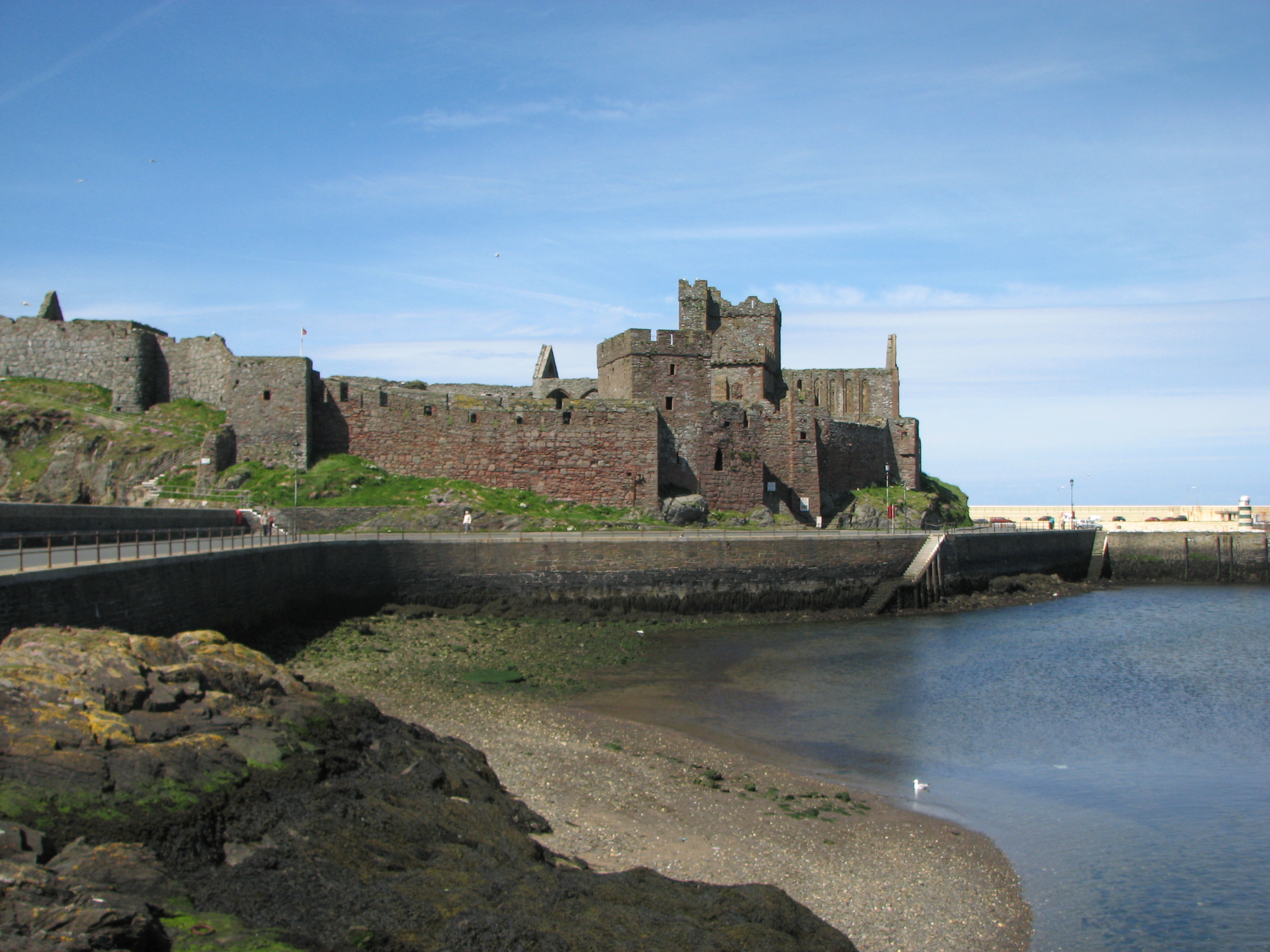
Le château de Peel où Edward Christian passe plusieurs années de sa vie.

Cette fois-ci, la confiance du comte va peu à peu s'émousser. Il en vient à reconnaître qu'il a « trop cru en lui et lui a accordé trop de confiance ». Au mois de juin, Stanley rentre sur l'île de Man et ordonne l'arrestation d'Edward Christian. Celui-ci est emprisonné au château de Peel. Durant le procès (décembre 1643), James Stanley n'accordera aucune circonstance atténuante à Christian, considérant qu'il recevrait ce qu'il avait mérité. 
Cinq charges d'accusation seront retenues contre lui :
- Avoir affirmé que les membres de la House of Keys (MHK) devaient être élus par le peuple,
- Que les deemsters de l'île de Man devaient être choisis d'entre les MHK et ne pas être élus pour plus de trois années,
- Avoir incité le peuple à ne pas payer ses taxes,
- S'être emparé du château de Peel,
- Avoir incité le peuple à comploter contre le seigneur de Man.

Edward Christian, à la suite de ces charges, sera condamné à une amende de 1 000 marks et à l'emprisonnement à vie car, pour James Stanley, « dans ce pays toute offense  sera excusée (...) à condition qu'on ne vole pas un mouton, et ce parce que les juges sont des gardiens de moutons »
Durant sa captivité, Christian affirme qu'il souffre pour le peuple de Man.

### Nouvelle donne politique sur l'île de Man
La situation sur l'île de Man change considérablement lors des années qui suivent. La révolte menée par Illiam Dhone contre le comte Jame Stanley et son épouse Charlotte de La Trémoille aboutit à la capitulation de l'île au profit du Parlement de Londres. Le roi d'Angleterre nomme un nouveau gouverneur sur Man en la personne du comte de Fairfax. Celui-ci décide de libérer Edward Christian, après les huit années qu'il a passées à Peel.
Christian sort dès lors de la sphère publique. En 1660, il semble impliqué dans un nouveau complot, cette fois contre le gouverneur de Fairfax. Il est incarcéré à Peel en janvier 1660 et n'en sortira qu'en septembre, avant d'y retourner à nouveau, et d'y mourir le 19 janvier 1661. Sa sépulture se trouve dans l'église de Kirk Maughold.

### Confusion avec un personnage homonyme de Walter Scott
Walter Scott dans son roman Peveril du Pic trace le portrait peu flatteur d'un frère cadet d'Illiam Dhone, frère qu'il nomme Edward Christian. Bien que l'action principale se déroule en 1679 (soit dix-huit ans après la mort du cousin d'Illiam Dhone), le nom prête à confusion, et Scott doit faire une mise au point. Le triste sire qu'il dépeint, dit-il, n'est qu'un « personnage d'imagination », et son nom vient de celui d'un conspirateur dont on ne sait presque rien, un complice de Thomas Blood.